# Kwatta (Süßwarenhersteller)

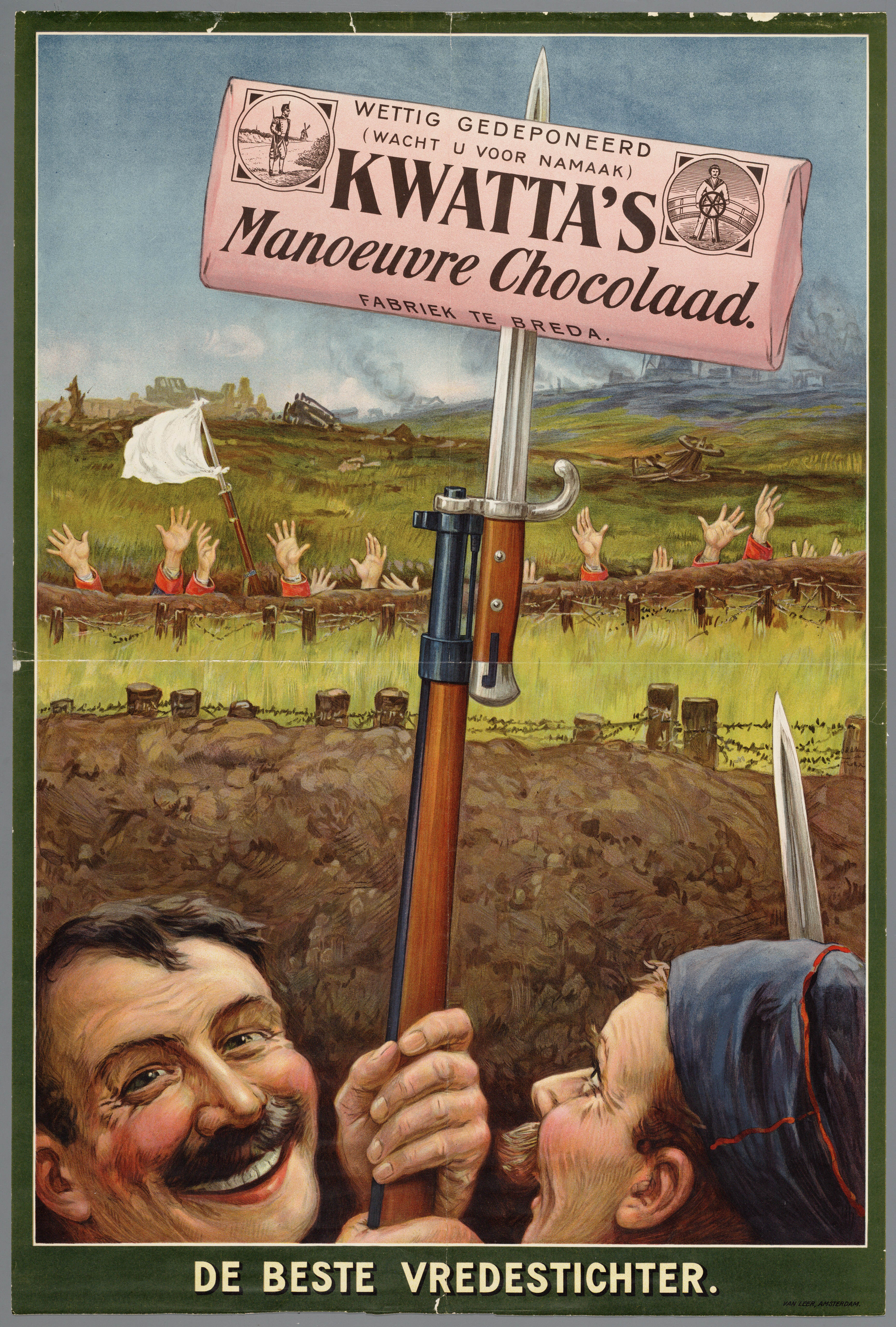
„Kwatta's Manoeuvre chocolaad. De beste vredestichter. (Kwattas Manöverschokolade, der beste Friedensstifter)“, Reklame aus dem Ersten Weltkrieg

Kwatta ist ein, seit 1883 existierender, belgischer Markenname für Schokoladenprodukte. Seit 2001 gehört Kwatta zum US-amerikanischen Lebensmittelkonzern The Kraft Heinz Company.

## Geschichte

### Plantage und Süßwarenfabrik
Die Geschichte von Kwatta hat seinen Ursprung in Suriname. In der Mitte des 19. Jahrhunderts besaß der Holländer Gustaaf van Emden im Distrikt Wanica, in der Nähe von Paramaribo, eine Kakaoplantage, die den Namen Kwatta trug (später namensgebend für das Ressort dieses Distrikts). „Kwatta“ soll „ein Viertel“ bedeuten, und bezieht sich darauf, dass ein Viertel des Bestandteils von Schokolade aus Kakao besteht. Eine andere Erklärung verweist auf die ortsübliche Bezeichnung Quatto für die dort lebenden südamerikanischen Rotgesichtklammeraffen.
1877 kehrte Van Emden in die Niederlande zurück und gründete 1883 mit dem Konditor P.A. de Bondt in Breda die Chocoladefabriek De Bondt en Co. Die Konditorei De Bondt begann bereits 1851 mit der Herstellung von Zuckerwaren. Später legte sie den Schwerpunkt auf die maschinelle Fertigung von Pfefferminzwaren. Ein Jahr nach Unternehmensgründung führte Van Emden die Firma unter dem Namen N.V. Stoom Cacao- en Chocoladefabriek Kwatta alleine weiter, eben benannt nach seiner Plantage im Norden Surinams.
1893, zehn Jahre nach der Unternehmensgründung, wurden die Geschäfte von den Gebrüdern Eugène und Jules Stokvis übernommen, die das Unternehmen modernisierten und damit auch expandierten. Bereits 1905 arbeiteten dort dreißig Menschen. In den Jahren darauf errichtete Kwatta auch Fabriken in Belgien, Deutschland und Frankreich.

### Die Schokoladenriegel
Als 1907 der Kakaomarkt in eine Krise geriet und die Preise für diese Grundstoffe stiegen mussten viele Kakao- und Schokoladenhersteller ihre Tore schließen. Kwatta durchstand diese Krise dank seiner kleinformatigen Schokoladenriegel. Dieser Kwatta-Riegel war sehr begehrt unter Soldaten, sodass schließlich die Armee der größte Abnehmer wurde und dieser Riegel in allen Kasernen zu erwerben war. Das Produkt wurde umgetauft in „Kwatta's "Manoeuvre-reep“ („Kwattas Manöverriegel“) und auf der Verpackung wurde ein Soldat abgebildet. Diesen Soldaten konnte man ausschneiden und sammeln. Fünf Soldatenbildchen konnte man für einen Zinnsoldaten eintauschen. In den 1950er Jahren gab es für 100 ausgeschnittene Soldaten eine biegsame Soldatenfigur, den „Kwatta-soldaatje“, welche zu dieser Zeit bei Kindern sehr begehrt war. Hinzu kamen dann später die Kwatta-Alben für auch andere Sammelbilder (u. a. Schlümpfe). Es wurden zudem Poster, auf die die Bilder aufgeklebt werden sollten, herausgegeben. Damit war Kwatta der erste Sammelbilderanbieter bei Schokoladenprodukten. Kwatta wurde regelrecht ein generischer Name für Schokoladenriegel.

### Expansion
1913 wurde Kwatta, nach der Fusion mit der ortsansässigen Chocolaterie La Compagnie Internationale d'Alimentation in Bois-d'Haine (heute ein Ortsteil von Manage), eine belgisch-niederländische Markenschokolade. 1921 wurde die Produktion in Breda durch eine moderne Fabrik im Bredaer Ortsteil Princenhage, damals ein eigenständiger Ort, erweitert. Kwatta stieg so auf zum größten Arbeitgeber der Region.
1924 wurde die bisherige Zusammenarbeit zwischen Kwatta NV und der N.V. Cacao- & Chocoladefabrieken gebr. Sickesz, aus Amsterdam (Herengracht 20), beendet und die Amsterdamer Firma dann faktisch übernommen.
1935 wurde die, durch die Weltwirtschaftskrise ins Straucheln geratene, Traditionsmarke A.Driessen Cacao en Chocolaadfabriek in Rotterdam (gegründet 1854) übernommen und deren Produktion nach Princenhage verlagert. 1938 ist die Zahl der Beschäftigen, zumeist Frauen, auf bis zu 700 gestiegen.

#### Kwattafabrik in Köln

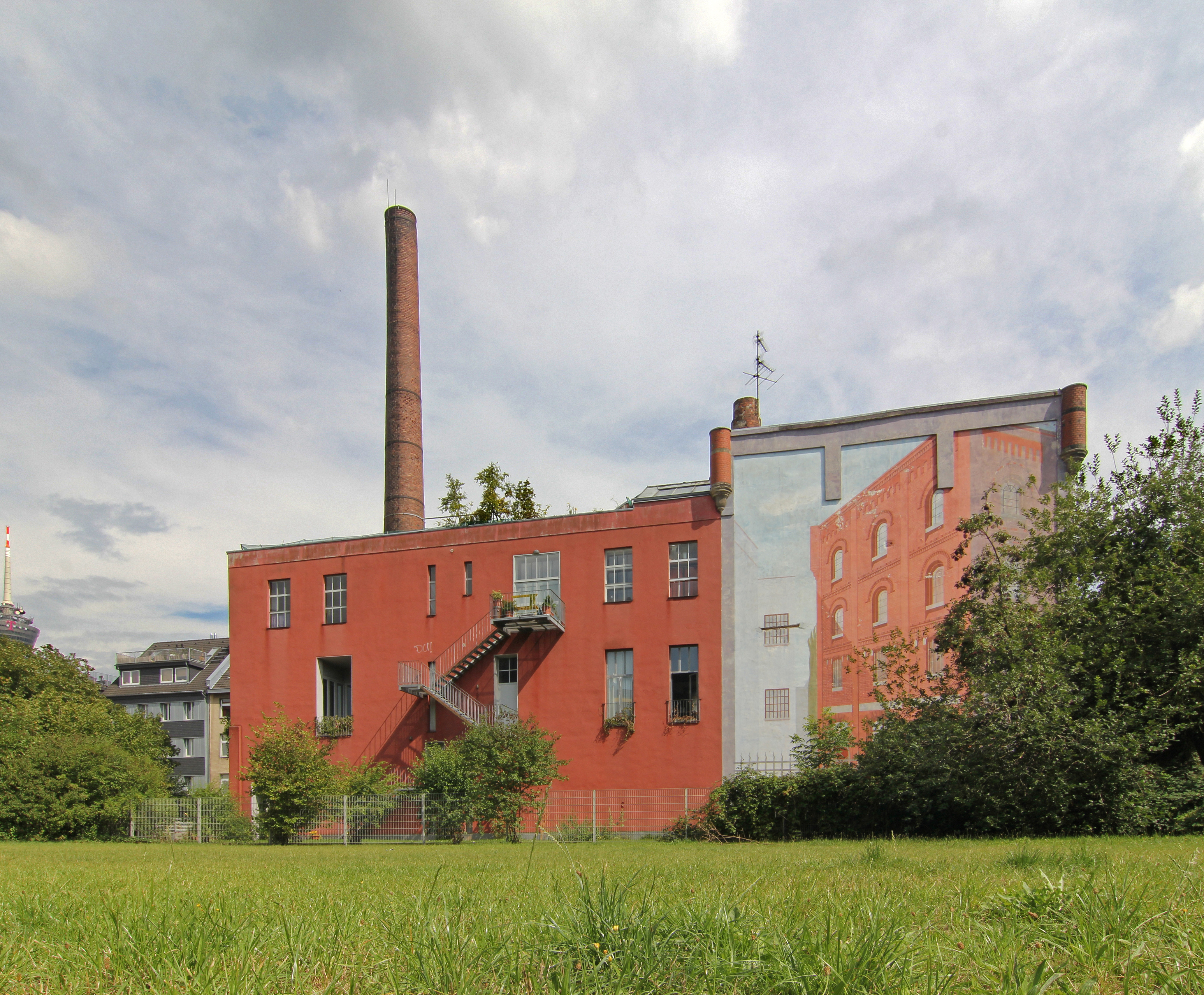
Ehem. Kwattagebäude (Rückseite) in Köln-Ehrenfeld, 2011

Zu Mitte der 1920er Jahre erwarb Kwatta die seit Jahren leerstehenden Gebäude einer ehemaligen Brauerei in der Köln-Ehrenfelder Roßstraße. Diese wurden 1890 vom Kölner Kommerzienrat J. Wahlen als Rhenania-Brauerei gebaut und 1902 von der benachbarten Adlerbrauerei übernommen und modernisiert. Ihre bekannteste Biermarke war das „Overstolz-Bräu“. Aufgrund des Mangels im Ersten Weltkrieg wurde der Betrieb in der Roßstraße im Winter 1916/17 eingestellt. Ungefähr zehn Jahre später erwarb Kwatta die leerstehenden Gebäude. 1928 wurde ein neues Produktionsgebäude an der Roßstraße 12 fertiggestellt, wie auch die Fabrikhalle dahinter. Bis 1964 wurden dort Kwatta-Schokoladenprodukte hergestellt. Kwatta war der zweite große Schokoladenhersteller in Köln, neben der Stollwerck AG. Dann wurde die Fabrik geschlossen und die Liegenschaften an die Stadt Köln verkauft. Die Halle und ein Querriegel wurden nach langem Leerstand in den 1980er aus Gründen der Baufälligkeit abgerissen. Dort ist heute ein kleiner öffentlicher Park („Kwatta-Park“). In die erhaltenen, denkmalgeschützten Häuser zogen u. a. Künstler mit ihren Ateliers ein. Unter den Gebäuden, wie auch unter dem Park, befinden sich noch die vier alten Bierkeller mit jeweils rd. 35 Metern Länge und 5,85 m Gewölbehöhe. Zu Zeiten Kwattas wurden dort auch Rohstoffe und Fertigprodukte gelagert. Heute sind sie weitgehend ungenutzt.

### Weggang von Breda
Nach dem Zweiten Weltkrieg erreichte Kwatta nicht mehr ihre alte Marktstellung, wie sie noch vor dem Krieg existierte. Dazu verdrängten Schokoriegel, vorwiegend aus den USA, die alten, traditionell gefertigten Schokoladenriegel.
Der europäische Kakao- und Schokoladenmarkt in den 1960er und 1970er Jahren veränderte sich. Die Länder, die bislang nur die Kakaobohnen anbauten und exportierten, stellten nun auch Vor- und Fertigprodukte her. Auch stagnierten die Exporte in die Ostblockstaaten, weil diese nun ihre eigenen Schokoladenprodukte herstellten. Im Bemühen seine Marktposition zu stabilisieren, erwarb die Kwatta NV, die Den Haager Firma Wijnand Beke und ging Partnerschaften mit der Firma Rademakers („Haagse Hopjes“) und der Firma Van den Dungen („Jamaika rumbonen“) ein. Das Werk in Köln wurde geschlossen.
Kwatta geriet aber zu Beginn der 1970er Jahre in noch stärkere Schwierigkeiten. 1973 erlitt das Unternehmen einen hohen Verlust und musste 200 Beschäftigte entlassen. Die Gewerkschaft und der Betriebsrat forderten eine Überprüfung, aber die Geschäftsleitung lehnte ab, weil diese bereits die Schließung der Firma plante. Es stellt sich hernach eine Insolvenzverschleppung heraus und es gab in den Jahren darauf weitere Entlassungen.
1977 verlagerte sich der Restbetrieb von Breda nach Etten-Leur und firmierte unter dem Namen Pieter Nieuwerkerk.
Das Fabrikgebäude in Breda wurde nach einigen Jahren des Leerstandes 1979 vollständig abgerissen und ein neues Wohngebiet errichtet.

### Die Marke Kwatta ab 1972
Der Name Kwatta, seit 1913 ein Begriff in Belgien, ist während der Krise zu Beginn der 1970er Jahre aber nicht aus dem Bewusstsein der niederländischen Verbraucher verschwunden. Es wurde noch ein Schokoladenbrotaufstrich in einem charakteristischen Glas auf den Markt gebracht (seit 1935 bereits in Belgien erhältlich). Die Kwatta NV wurde schließlich übernommen vom belgischen Konzern Continental Sweets, in Belgien vor allem für seine Süßwarenmarke Lutti bekannt. Continental Sweet wiederum gehört zur belgischen Continental Foods, welche in Belgien für seine Delikatessnmarke Devos Lemmens bekannt ist. 1985 wurde Continental Foods von Campbell’s Belgium übernommen. 1996 erwarb der zur niederländischen Corbion gehörenden Teigwarenhersteller Anco die Marke. 2001 wurde die Marke Kwatta weiter an den US-amerikanischen Konzern Heinz verkauft. Unter dem Namen Kwatta wird heute, vornehmlich auf dem belgischen Markt, schokoladiger Brotaufstrich, Schokostreusel und Kakaopulver vertrieben.

## Kwatta im Volksmund
„Alle Augen sind auf Kwatta gerichtet“ (orig. „Aller ogen zijn gericht op Kwatta“) war ein, auch in der Alltagssprache, verwandter Werbespruch von Kwatta. Der Ausdruck beschreibt die Ausrichtung auf einen bestimmten Punkt oder ein bestimmtes Thema. In Noord-Brabant und Gelderland wird von älteren Menschen das Wort Kwatta noch synonym für Schokolade verwendet, z. B. „Magst du noch ein Stückchen Kwatta?“. Hagelslag (Schokostreusel) werden in Belgien auch Kwattastrussel genannt.
Im örtlichen Dialekt Bredas wird – nach heutigen Maßstäben eher politisch unkorrekt – eine dunkelhäutige Person als Kwattalip bezeichnet.